# 르노 오스트랄
르노 오스트랄(Renault Austral)는 프랑스 르노에서 2022년부터 생산 및 판매할  준중형 스포츠 유틸리티 자동차(SUV)이다. 

## 개요
2022년 3월 8일, 차량의 사진이 최초 공개되었다. 3세대 CMF 플랫폼을 기반으로 개발된 최초의 차량이며, 하만카돈에서 개발한 오디오 시스템이 적용되었다. 추후 7인승 모델인 그랜드 오스트랄과 쿠페형 SUV인 오스트랄 쿠페도 공개되었다.

## 경쟁 차종
- 현대자동차 - 투싼
- 기아자동차 - 스포티지
- 쌍용 - 코란도
- 토요타 - RAV4
- 혼다 - CR-V
- 닛산 - 캐시카이
- 미쓰비시 - 아웃랜더
- 폭스바겐 - 티구안
- 푸조 - 3008
- 포드 - 쿠가